# رومئو (کلرادو)
رومئو (به انگلیسی: Romeo) شهری در ایالت کلرادو کشور ایالات متحده آمریکا است که جمعیت آن در سرشماری سال ۲۰۱۰ میلادی، ۴۰۴ نفر بوده‌است.